# Плавання на відкритій воді на Чемпіонаті світу з водних видів спорту 2001
Змагання з плавання на відкритій воді на Чемпіонаті світу з водних видів спорту 2001 відбулися на пляжі Момоті в місті Фукуока (Японія).

## Таблиця медалей
| Місце               | Країна              | Золото | Срібло | Бронза | Загалом |
| ------------------- | ------------------- | ------ | ------ | ------ | ------- |
| 1                   | Італія (ITA)        | 3      | 0      | 2      | 5       |
| 2                   | Росія (RUS)         | 2      | 3      | 0      | 5       |
| 3                   | Німеччина (GER)     | 1      | 1      | 1      | 3       |
| 4                   | Нідерланди (NED)    | 0      | 1      | 1      | 2       |
| 4                   | Франція (FRA)       | 0      | 1      | 1      | 2       |
| 6                   | Австралія (AUS)     | 0      | 0      | 1      | 1       |
| Загалом (6 збірних) | Загалом (6 збірних) | 6      | 6      | 6      | 18      |

## Медальний залік

### Чоловіки
| Дисципліна | Золото                         | Срібло                         | Бронза                        |
| 5 км       | Лука Бальдіні (ITA) 55:37      | Євген Безрученко (RUS) 56:31   | Марко Форментіні (ITA) 56:42  |
| 10 км      | Євген Безрученко (RUS) 2:01:04 | Володимир Дятчин (RUS) 2:01:06 | Фабіо Вентуріні (ITA) 2:01:11 |
| 25 км      | Юрій Кудінов (RUS) 5:25:32     | Стефан Гомес (FRA) 5:26:00     | Стефан Лекат (FRA) 5:26:36    |

### Жінки
| Дисципліна | Золото                    | Срібло                      | Бронза                      |
| 5 км       | Віола Валлі (ITA) 1:00:23 | Пеґґі Бюхзе (GER) 1:00:49   | Гейлі Льюїс (AUS) 1:00:52   |
| 10 км      | Пеґґі Бюхзе (GER) 2:17:32 | Ірина Абисова (RUS) 2:17:47 | Едіт ван Дейк (NED) 2:17:52 |
| 25 км      | Віола Валлі (ITA) 5:56:51 | Едіт ван Дейк (NED) 6:00:36 | Ангела Маурер (GER) 6:06:19 |